# József Szájer
József Szájer (Sopron, 7 september 1961) is een Hongaars politicus en was Europees parlementariër voor de Fidesz-partij.

## Levensloop
In 1988 was Szájer een van de stichtende leden van Fidesz, en hij nam deel aan de Hongaarse rondetafelgesprekken van 1989 tot 1990. In 1990 werd hij verkozen in het Hongaars Parlement, waar hij bleef zetelen tot hij Europees parlementariër werd in 2004.
In 2010 was Szájer voorzitter van een comité om een nieuwe grondwet voor Hongarije op te stellen. De nieuwe grondwet benadrukte de definitie van het huwelijk als een verbond tussen man en vrouw. Hierdoor werd  het openstellen van het huwelijk voor personen van gelijk geslacht tegengehouden.

## Aftreden als lid Europees parlement
Hij kondigde op 29 november 2020 aan ontslag te nemen als parlementslid nadat hij door de Belgische politie werd betrapt op een seksfeestje voor mannen, met 25 aanwezigen. Dit was niet toegestaan vanwege de geldende COVID-19-maatregelen.
Szájer was niet uitgenodigd op het feestje en was vergezeld van een vriend. Het feest werd onderbroken nadat buren de politie hadden gebeld om te klagen over geluidsoverlast. Volgens een verklaring van de openbare aanklager was Szájer gevlucht langs een venster en een regenpijp, zijn handen zaten onder het bloed, en er werd een xtc-pil gevonden in zijn rugzak, hoewel hij ontkende dat die van hem was.